# Grace Gifford Plunkett
Pour les articles homonymes, voir Gifford.
Grace Evelyn Gifford Plunkett (4 mars 1888 - 13 décembre 1955) est une nationaliste irlandaise, artiste et grande figure de la lutte pour l'indépendance. Elle est notamment célèbre pour avoir épousé le poète Joseph Plunkett, dans la chapelle de la prison de Kilmainham, quelques heures avant que celui-ci ne soit fusillé par les troupes britanniques pour sa participation à l'Insurrection de Pâques 1916.

## Jeunesse
Avant-dernier enfant d'une fratrie de douze, de père catholique et de mère protestante, Grace Gifford grandit à Dublin, et est élevée dans la foi protestante. Elle est admise à l'âge de 16 ans à l'école des arts de Dublin. Douée pour le dessin, la peinture, et particulièrement la caricature, elle poursuit sa formation artistique en 1907 à la Slade School of Fine Art de Londres. Elle rentre à Dublin en 1908, et vit difficilement de son art, malgré des publications de ses œuvres dans les journaux. Elle rencontre dans une école bilingue anglo-gaélique le poète Joseph Plunkett, ainsi que nombre des futurs acteurs de l'Insurrection de Pâques, dont Thomas MacDonagh, qui épousera sa sœur Muriel.
Sa rencontre avec Joseph Plunkett remet en question ses convictions religieuses, et provoque chez elle un intérêt grandissant pour la religion catholique. Elle accepte en 1915 la demande en mariage de Joseph, contre l'avis de ses parents, et se convertit officiellement au catholicisme en avril 1916.

## L'Insurrection de Pâques 1916 et le mariage à Kilmainham Gaol
Membre originel du comité militaire de la Fraternité Républicaine Irlandaise, Joseph est l'un des principaux responsables du soulèvement du lundi de Pâques 24 avril 1916, qu'il a en grande partie planifié, et auquel il prend part depuis le quartier général des insurgés, la Poste Centrale de Dublin. Après six jours de violents combats, Patrick Pearse, président du gouvernement provisoire de la république d'Irlande, décrète l'arrêt des hostilités et la reddition sans conditions. Les chefs insurgés survivants, dont Joseph Plunkett, sont capturés, conduits à la prison de Kilmainham, et condamnés à mort.
Ayant appris que son fiancé devait être fusillé le 4 mai, Grace achète une bague dans une bijouterie de Dublin. Ils sont autorisés à se marier dans la nuit du 3 mai. Le mariage est célébré dans la chapelle de la prison, en pleine nuit, à la lueur des bougies et sous la garde de vingt soldats. Deux gardiens de la prison font office de témoins. Après la cérémonie, on accorde dix minutes aux jeunes mariés pour se dire adieu, puis Joseph est reconduit dans sa cellule. Il est fusillé au matin, dans la cour des exécutions de Kilmainham.

## La guerre d'indépendance et la guerre civile irlandaises

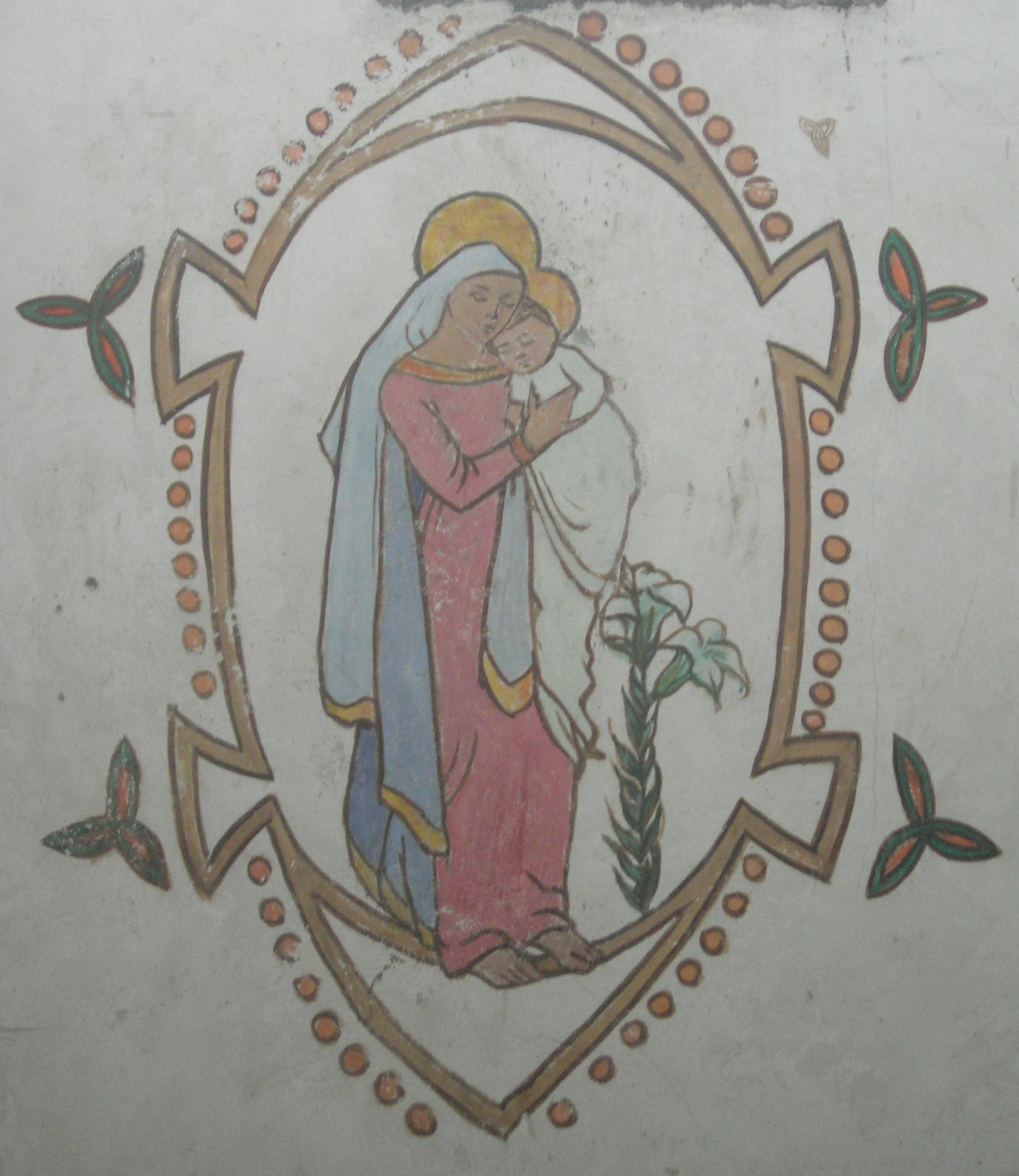
Vierge à l'Enfant peinte par Grace Plunkett sur un mur de sa cellule

Après l'exécution de son mari, Grace décide de consacrer sa vie à la cause de l'indépendance, et est élue en 1917 au comité exécutif du Sinn Féin, devenu le principal parti nationaliste irlandais.
Sa sœur Muriel, veuve de Thomas MacDonagh, fusillé lui aussi en 1916, meurt en 1917 d'une attaque cardiaque, et Grace prend en charge, avec son autre sœur Nellie, l'éducation de leurs deux enfants orphelins.
Après la Guerre d'indépendance irlandaise (janvier 1919 - juillet 1921), et le Traité anglo-irlandais de décembre 1921 qui instaure la partition de l'île, Grace rejoint les troupes de l'Irish Republican Army (IRA) qui refusent ce compromis, et entament la Guerre civile irlandaise, opposées aux troupes de l'État libre d'Irlande. Elle est arrêtée en février 1923, et est enfermée à Kilmainham Gaol, dans cette même prison où fut fusillé son mari par les troupes britanniques, mais elle est cette fois sous la garde des troupes de la nouvelle armée irlandaise. Au cours de ces trois mois de captivité, elle dessine sur les murs de sa cellule, en particulier une représentation de la Vierge Marie devenue célèbre et toujours visible à Kilmainham.

## Dernières années
Après la guerre civile, pratiquement sans ressources et victime d'une forme d'ostracisme dû à sa participation aux évènements fratricides dans le camp anti-Traité, Grace a cherché avec difficulté à retrouver du travail en tant que dessinatrice. Son talent lui a toutefois permis d'être à nouveau publiée dans des journaux de Dublin, et entre autres, d'illustrer des œuvres de William Butler Yeats. Sa situation matérielle s'améliore en 1932, quand le gouvernement de Éamon de Valera lui accorde une pension civile. Elle entre cependant en conflit avec sa belle-famille, qui lui refuse les biens de son défunt mari.
Sa santé décline rapidement à partir de 1950, et Grace meurt seule, chez elle à Dublin, le 13 décembre 1955. Elle est enterrée avec les honneurs militaires, en présence du président de la république d'Irlande Seán T. O'Kelly.

## Postérité
Grace Gifford Plunkett est le sujet de la chanson "Grace", écrite en 1985 par Frank et Sean O'Meara. Cette chanson est devenue très populaire en Irlande, et fut reprise par de nombreux artistes.